# Chaparral Airport
Chaparral Airport är en flygplats i Colombia. Den ligger i departementet Tolima, i den centrala delen av landet, 180 km sydväst om huvudstaden Bogotá. Chaparral Airport ligger 814 meter över havet.
Terrängen runt Chaparral Airport är varierad. Runt Chaparral Airport är det ganska glesbefolkat, med 24 invånare per kvadratkilometer. Närmaste större samhälle är Chaparral, 1,9 km väster om Chaparral Airport. Omgivningarna runt Chaparral Airport är huvudsakligen savann.